# Leuciltransferasi
La leuciltransferasi è un enzima appartenente alla classe delle transferasi, che catalizza la seguente reazione:
L-leucil-tRNA + proteina ⇄ tRNA + L-leucil-proteina
L'enzima trasferisce anche gruppi fenilalanilici. Richiede un catione univalente. Peptidi e proteine contenenti residui di arginina, lisina o istidina come N-terminali possono agire da accettori.